# Игра без морала
Игра без морала jе друштвена игра са картама за одрасле у којој играчи попуњавају изјаве, користећи речи или фразе које се обично сматрају увредљивим, ризичнима или политички некоректним.
Игра је настала на Кикстартеру у 2011.